# Hiezu
Hiezu (jap. 日吉津村, -son) ist eine Dorfgemeinde im Saihaku-gun der japanischen Präfektur Tottori. Auf Grund von vielen Gemeindezusammenlegungen ist Hiezu gegenwärtig (Stand: November 2007) die einzige Dorfgemeinde in der Präfektur.

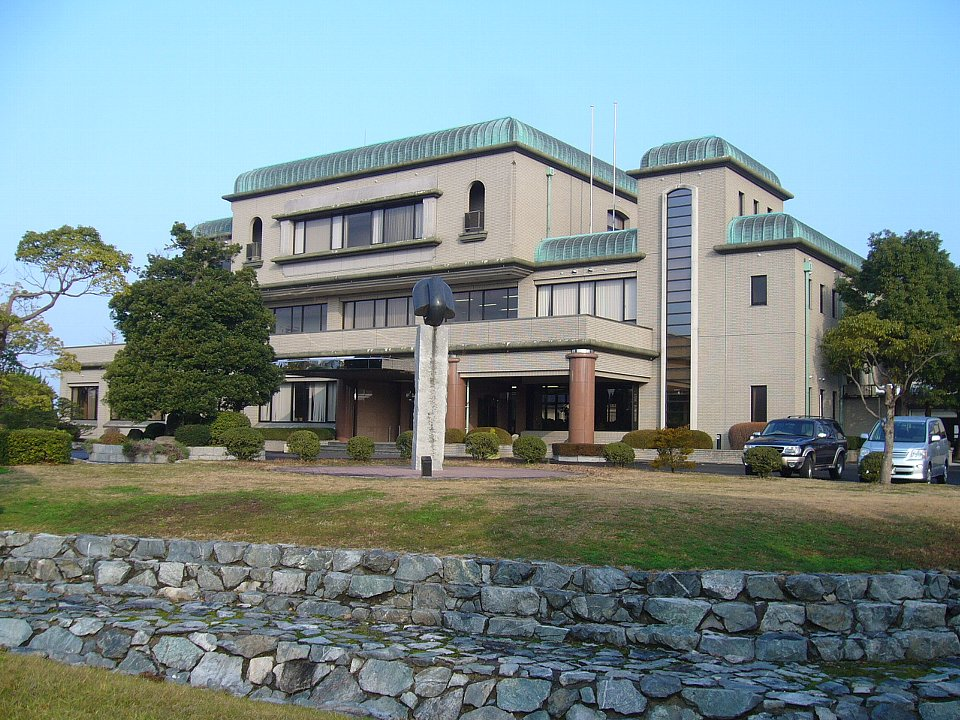
Rathaus von Hiezu

## Angrenzende Städte und Gemeinden
- Yonago